# Ville-di-Paraso
Ville-di-Parasu é uma comuna francesa na região administrativa de Córsega, no departamento da Alta Córsega. Estende-se por uma área de 9,37 km². 